# Mireille Miailhe
Mireille Glodek, conocida como Mireille Miailhe (París, 20 de marzo de 1921-6 de diciembre de 2010) fue una artista pintora, ilustradora y participante en la Resistencia francesa durante la ocupación nazi.

## Datos biográficos
Durante la Segunda Guerra Mundial Mireille Miailhe, militó en el  Partido Comunista francés, participó en la Resistencia y actuó como agente de conexión en Toulouse bajo la autoridad de Jean-Pierre Vernant.
Frecuentó a Mané-Katz, Dina Vierny y Aristide Maillol. Louis Aragón le rindió homenaje en su libro Blanca y el olvido.
Obtuvo premio Fénéon en 1950.
Es la hermana de René Glodek y madre de Florence Miailhe.

## Obra
- Antesala, lithographie, Museo de bellas-artes y de arqueología de Besançon[3]
- Ethylique, lithographie, Museo de bellas-artes y de arqueología de Besançon[4]
- La playa, Museo de bellas-artes y de arqueología de Besançon[5]
- Paisajes de Cabrespine, 1965, Museo de los Augustins (Toulouse)[6]
- Palabreur, Museo de bellas-artes y de arqueología de Besançon[7]
- Personaje arriba de forma, Museo de bellas-artes y de arqueología de Besançon[8]
- Potentat, Museo de bellas-artes y de arqueología de Besançon[9]

## Libros ilustrados
- La rosa de los Cárpatos, de Pierre Gamarra, Ediciones la farandole, 1955
- Colorín colorado, de Madeleine Gilard, La Farandole, 1963
- La varilla de Caapora, de Antonieta Díaz de Moraes, La Farandole, 1966
- Qué vuela sobre la cigüeña ciega, de Blaga Dimitrova, Messidor, 1990